# Can Canet de la Riera
Can Canet de la Riera és una masia situada a la cantonada dels carrers de Bosch i Gimpera i de Marquès de Mulhacén de Barcelona, catalogada com a bé amb elements d'interès (categoria C). Actualment és la seu del Reial Club de Tennis Barcelona.

## Història
Originalment, era una finca de més de 6 hectàrees conreades amb cereals, vinya i garrofers, a més d'una horta, tot i que, al llarg del temps, la propietat va anar reduint-se per diverses segregacions. El segle xvi era propietat del Monestir de Sant Pere de les Puelles, i el xvii fou adquirida per Enric Canet, que el 1621 era membre del Consell de Sarrià, igual que els seus germans Jacint i Pere.
Arran de l'annexió del 1897 dels municipis de Sants, Les Corts de Sarrià, Sant Gervasi de Cassoles, Sant Martí de Provençals i Sant Andreu de Palomar a Barcelona, l'Ajuntament de Sarrià va encarregar a l'arquitecte Arnau Calvet un projecte d'eixample que preveia a la finca de Can Canet de la Riera un gran mercat amb un escorxador annex, envoltat de cases amb jardí. Tanmateix, aquest no es va arribar a realitzar.
El 1920, la propietat va ser heretada per Mercè Llobateras i Canet, que el 20 de febrer del 1947 la va vendre per 15 milions de pessetes a Josep Martí i Gaza, que l'aportà a la Compañía Ibérica de Urbanizaciones SA. Després de diverses segregacions, la major part fou adquirida el 10 d'octubre del 1951 pel Reial Club de Tennis Barcelona, a raó d'una aportació minima de 5.000 pessetes per soci. La reforma de la masia (1952-1953) fou encarregada a l'arquitecte Raimon Duran i Reinals, i els interiors foren redissenyats el 1974 pels arquitectes Frederic Correa i Alfons Milà, que guanyaren el premi FAD d'interiorisme 1975-1976.

## Descripció

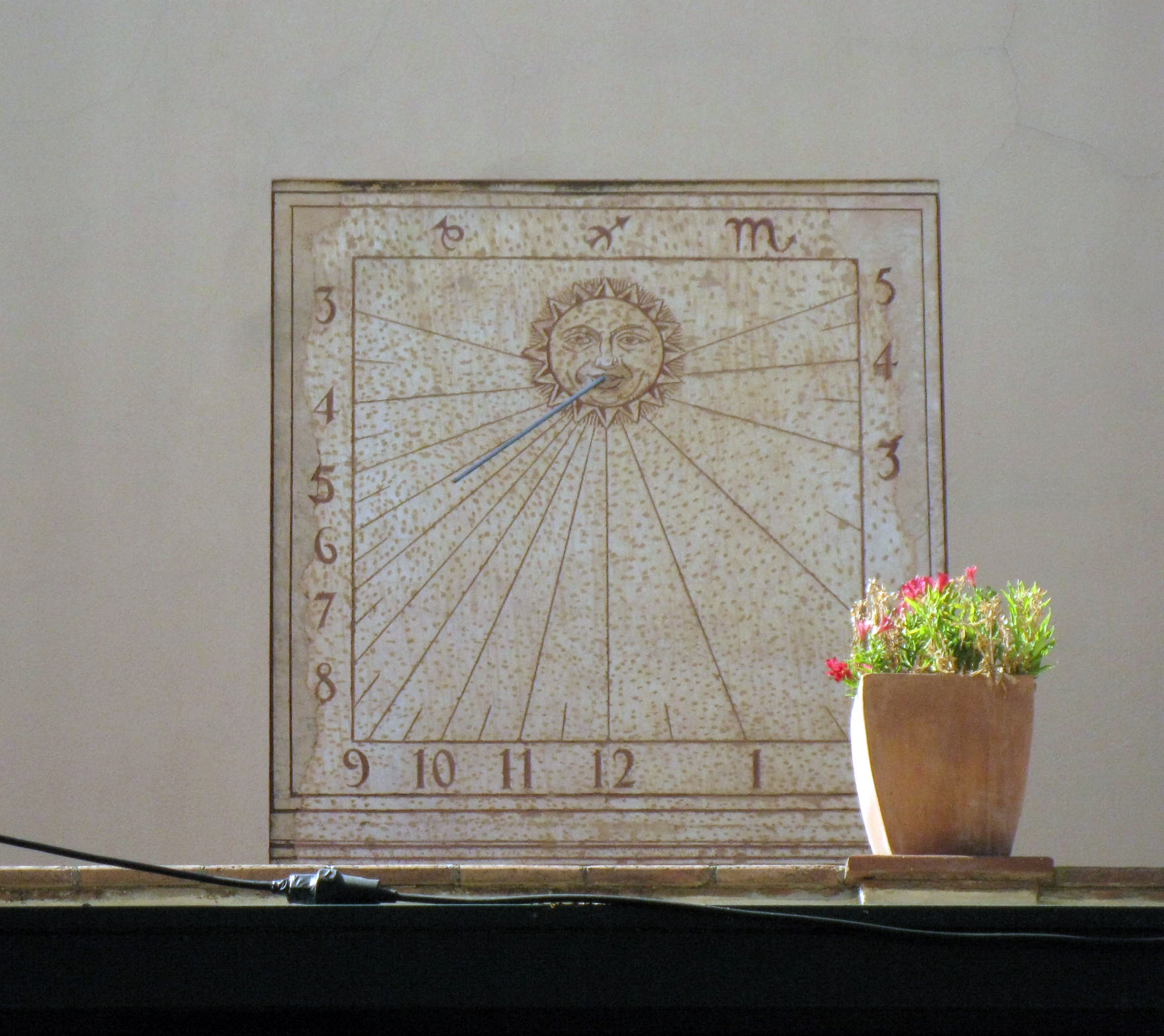
Rellotge de sol

Masia de planta rectangular de planta baixa i dos pisos i coberta a quatre aigües, està molt reformada i només en resten les finestres de la façana oest, amb arcs conopials recolzats sobre caps esculpits, del periode gòtic, el portal adovellat d'arc de mig punt de la façana principal, i un esplèndid rellotge de sol esgrafiat, amb les hores en xifres aràbigues. A la planta baixa hi ha un cos afegit, cobert amb terrassa, fruit de la reforma del 1974, i el vestíbul és del segle xviii.